# Wiktor Sosnora
Wiktor Aleksandrowicz Sosnora (ros. Виктор Александрович Соснора; ur. 28 kwietnia 1936 w Ałupce, zm. 13 lipca 2019 w Petersburgu) – rosyjski pisarz, poeta, dramaturg i tłumacz.

## Biografia
Urodził się Ałupce na Krymie 28 kwietnia 1936. Rodzina polskich artystów cyrkowych z Leningradu przebywała na Krymie na występach. Jego ojcem był Aleksander Sosnora (1908–1959), a matką Ewa Gorowacka (1914–1990). Pradziadek poety, Wolf Gorowacki, był rabinem w Witebsku. Wiktor Sosnora został ochrzczony w kościele św. Mikołaja w Łudze w 1937. Po rozwodzie rodziców wychowywała go matka. Po ataku Niemiec na ZSRR początkowo przebywał w oblężonym Leningradzie, w 1942 ewakuowany, trafił na Kubań. W wieku siedmiu lat był trzykrotnie przesłuchiwany przez Gestapo. Następnie trafił do oddziału partyzanckiego dowodzonego przez swojego wujka. Oddział został schwytany i rozstrzelany. Sosnora uratował się i wraz z ojcem, który był w Wojsku Polskim, przeszedł szlak bojowy aż do Frankfurtu nad Odrą, będąc snajperem. W wywiadzie miał powiedzieć, że strzelał do odpoczywających Niemców, którzy zdejmowali hełmy.
Po wojnie ukończył Gimnazjum nr 14 we Lwowie. Potem studiował filozofię na Leningradzkim Uniwersytecie Państwowym. W latach 1955–1958 służył w wojsku radzieckim w rejonie Nowej Ziemi, gdzie został napromieniowany. W latach 1958–1963 był monterem przemysłowym w Newskiej Fabryce Maszyn Budowlanych, jednocześnie studiując filologię na Leningradzkim Uniwersytecie Państwowym. Pierwszą powieść opublikował w 1962. Zbiór wszystkich jego wierszy wydano w 1989. Należał do Związku Pisarzy Rosyjskich. Jeździł z wykładami do Polski, Francji i Stanów Zjednoczonych. Tłumaczył na rosyjski utwory: Edgara Allana Poego, Louisa Aragona, Allena Ginsberga i Oscara Wilde’a.
W twórczości stosował nawiązania do staroruskich kronik i podań, mitologii greckiej i literatury zachodnioeuropejskiej. W niektórych wierszach występują motywy polskie (zbiór Wozwraszczenije k moriu z 1989). W prozie Sosnory przedstawione zostały jego własne doświadczenia z II wojny światowej. Zmarł w Petersburgu 13 lipca 2019.